# The Scotsman
A The Scotsman egy skóciai nemzeti újság, melyet Edinburghban adnak ki. Napjainkban mintegy 53 513 példányban készül, az 1980-as években még 100 000 példányban jelent meg. A The Scotsmanhez tartozik egy testvérújság is, a Scotland on Sunday. Az újság politikai beállítottsága középjobb és unionista.

## Története
Az újságot 1817-ben alapította William Ritchie és Charles Maclaren. 1850-ben hatezres példányban adták ki. 1953-ban a lapot megvette Roy Thomson kanadai milliomos, majd 1995-ben David és Frederick Barclay 85 millió fontért. 2005 decemberében a lapot 160 millió fontért megvette a Johnston Press.

## Szerkesztői
1817: William Ritchie
1817: Charles Maclaren
1818: John Ramsay McCulloch
1843: John Hill Burton
1846: Alexander Russel
1876: Robert Wallace
1880: Charles Alfred Cooper
1905: John Pettigrew Croal
1924: George A. Waters
1944: James Murray Watson
1955: John Buchanan
1956: Alastair Dunnett
1972: Eric MacKay
1985: Chris Baur
1988: Magnus Linklater
1994: Andrew Jaspan
1995: James Seaton
1997: Martin Clarke
1998: Alan Ruddock
2000: Tim Luckhurst
2000: Rebecca Hardy
2001: Iain Martin
2004: John McGurk
2006: Mike Gilson